# 山本留里佳
山本 留里佳（やまもと るりか、9月14日 - ）は、日本の女性声優、司会者、MC、歌手。大阪府出身。CROSS CALL所属。2017年3月までE-sprinGに所属していた。映像テクノアカデミアプロ科卒業。上級秘書士の称号を所持している。CROSS CALL代表取締役。
趣味は歌うこと、ストレッチ。座右の銘は「教えない」。好きな言葉は『千の言葉より、一の証明』。好きな色は白。

## 出演

### テレビアニメ
2004年
- 魔法少女隊アルス（エム）

2010年
- それでも町は廻っている（吉永、毛利屋主人）

2017年
- リトルウィッチアカデミア（フィネラン）

### 劇場アニメ
2004年
- マインド・ゲーム

2015年
- リトル ウィッチ アカデミア 魔法仕掛けのパレード（フィネラン先生）

### ゲーム
- Android・iOSアプリ「エンジェルマスター」(バフォメット／オロバス)
- パチンコ『三国志～ロード』(卑弥呼)
- パチンコ『トゥームレイダー』(主人公：ララ)
- PlayStation 4『リトルウィッチアカデミア 時の魔法と七不思議』（フィネラン先生[5]）
- ファイナルファンタジーVII リバース（2024年）

### ドラマCD
- 憂鬱な朝(きく)
- 憂鬱な朝2(きく)

### 吹き替え

#### ドラマ
- アリスのままで（ルシア）
- デンジャー・コール（モニーク）
- レッド・オークス（フェイ）
- イーストエンドの魔女達(モーラ)
- エリザベスタウン
- Xカンパニー 戦火のスパイたち♯4(ハリー・デュヴァネイ)
- クリミナル・マインド シーズン9
- クリミナル・マインド FBI行動分析課 (エリザベス)
- ダウントン・アビー～貴族とメイドと相続人～ シーズン1～3 (オブライエン)
- 神々の晩餐 (ヨンシム)
- グッド・ワイフシーズン４
- ゴースト～天国からのささやき～
- ジェノサイド・ゲーム（メレディス・バクスター）
- 人生はノー・リターン 〜僕とオカン、涙の3000マイル〜(タミー)
- 人生はマラソンだ！ (ギーアの妹)
- ハーツ・ビート・ラウド たびだちのうた（レズリー〈トニ・コレット〉）
- ブレイキング・バッド シーズン3 (パメラ)
- CSI：13 科学捜査班 ＃8
- ダメージ
- チャーリー・シーンのハーパー★ボーイズ(ジェニー)
- TRUE DETECTIVE/ロサンゼルス(シンシア)
- THE BLACKLIST/ブラックリスト (カレン)
- THE BLACKLIST/ブラックリスト シーズン2 (ドビンズ／ドイツ女性)
- THE BLACKLIST/ブラックリスト シーズン5 (ホーキンズ)
- デスパレートな妻たち シーズン7
- パパが遺した物語 (ドクター・コールマン)
- ハンナモンタナ
- HEROES REBORN (アン)
- ベター・コール・ソウル (アニタ)
- ロマンスタウン (スングムの母)
- レッド・オークス シーズン1～3 (フェイ)
- レバレッジ シーズン2～5 (クローディン他)
- グッドラックチャーリー (ヴァーナ)
- LAW&ORDER：LA
- LAW&ORDER：UK (フィリス・グラッドストーン)
- DEXTER シーズン8 (ルーシー)
- ワンス・アポン・ア・タイム (冷徹ナース)

#### アニメ
- くもりときどきミートボール2 フード・アニマル誕生の秘密
- ヒックとドラゴン2

### ボイスオーバー
ディスカバリーチャンネル
- ギャングの妻たち＃3＃9(シェリル・カルーソ)
- 逃亡犯の告白

ヒストリーチャンネル
- 現代の驚異(シーラ・ロイヒター)

その他
- 古代をめぐる冒険
- ザビエル
- The Martha Stewart show(ハンデ・ボズドワン)
- Biography
- MEGA  MOVERS

### ナレーション
- スーパードクター

### 音響監督
- 陰の実力者になりたくて！マスターオブガーデン